# متروی آمستردام
متروی آمستردام (هلندی: Amsterdamse metro) سیستم قطار شهری زیرزمینی در شهر و حومه آمستردام، هلند است.
این مترو که در سال ۱۹۷۷ تأسیس شده، دارای ۳ خط، ۵۲ ایستگاه و ۴۱ کیلومتر طول می‌باشد.

## نگارخانه

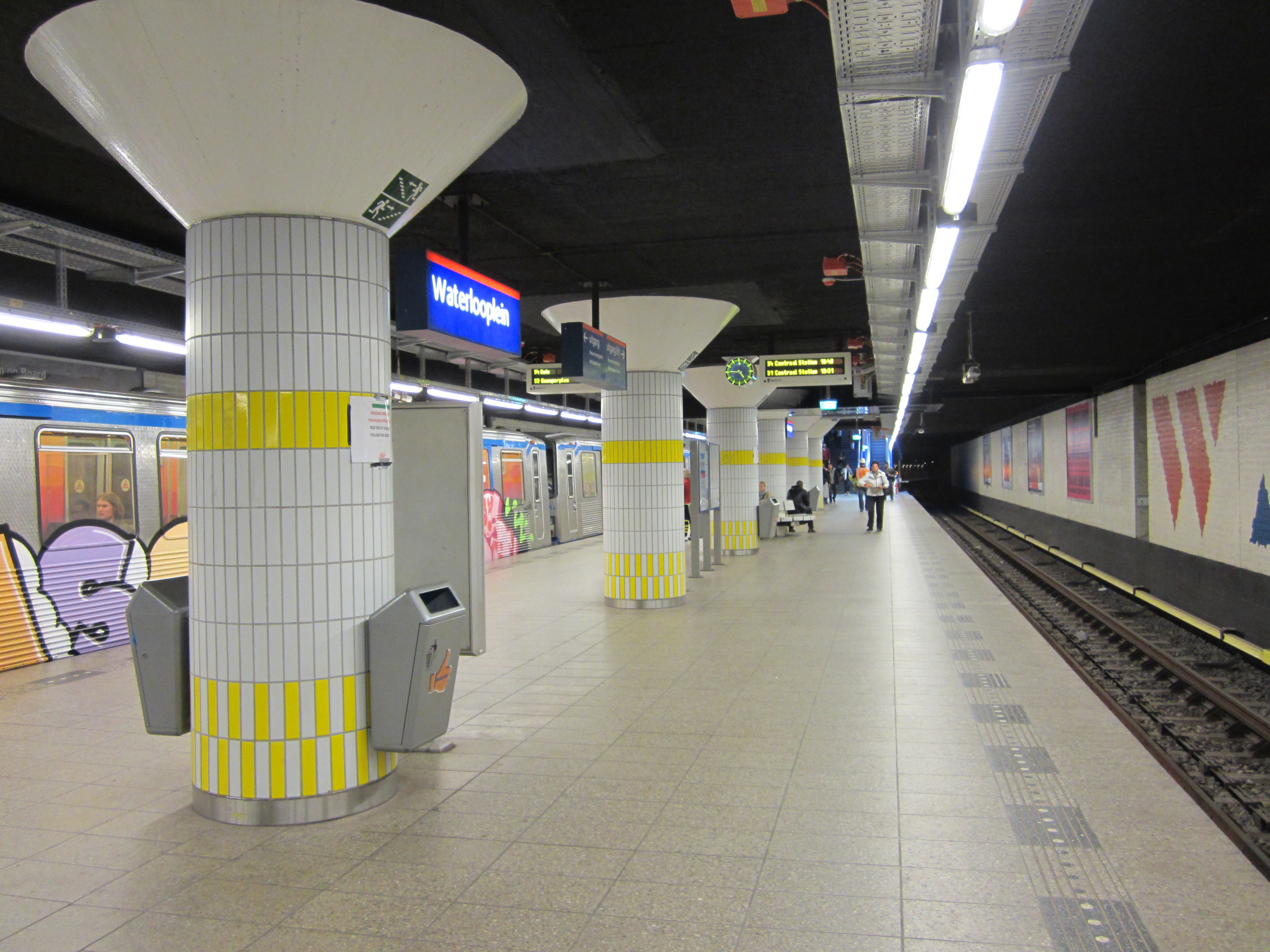
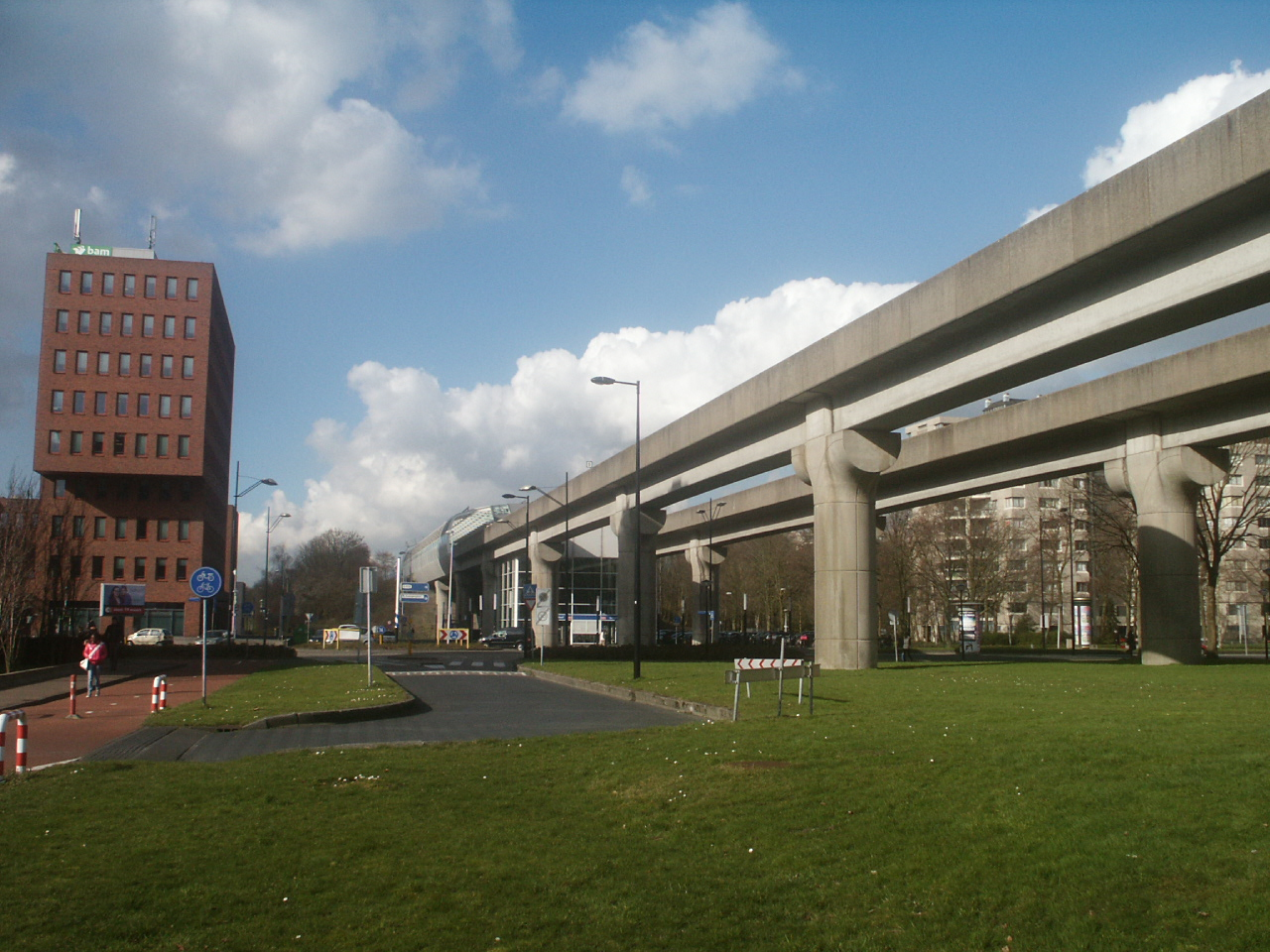
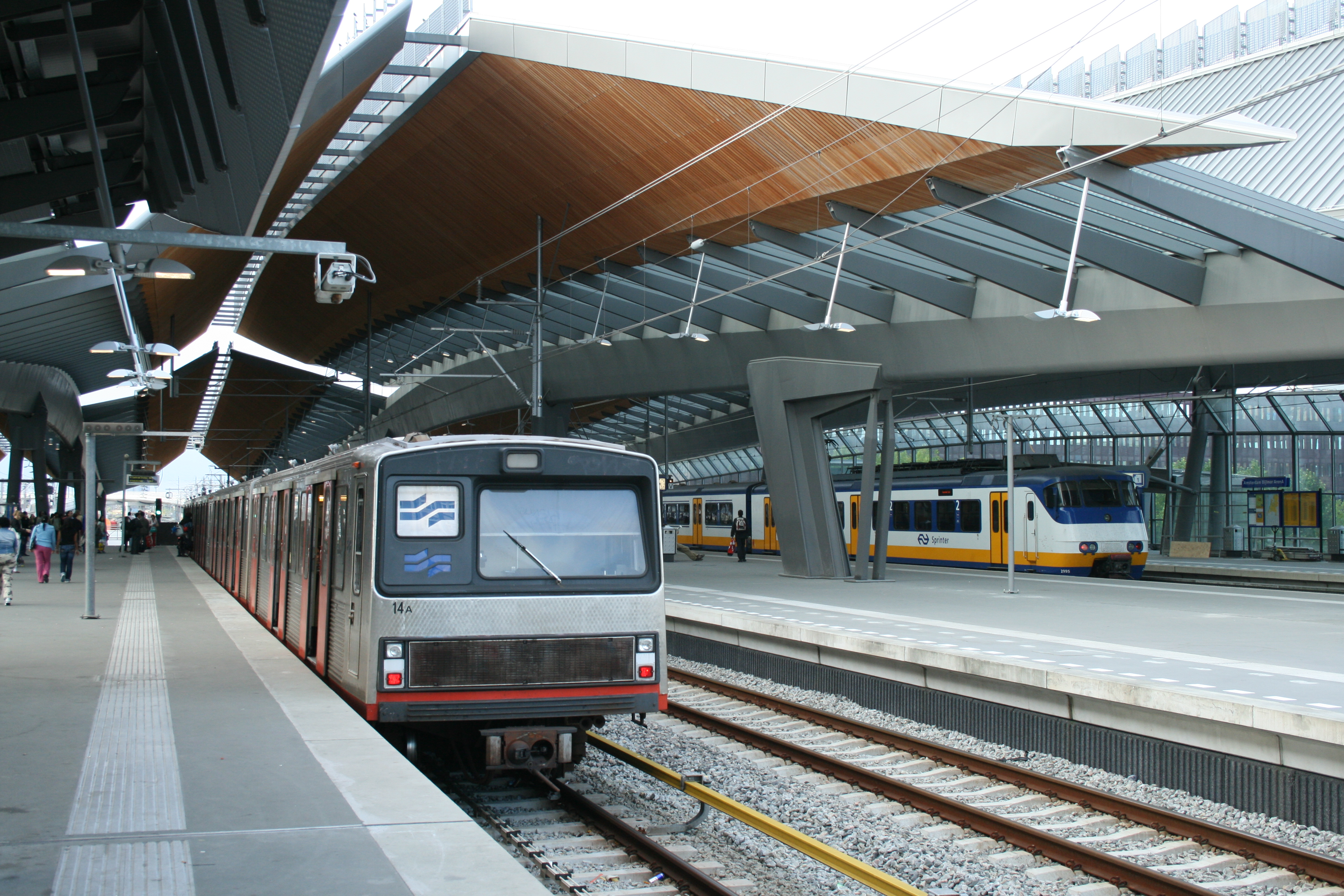
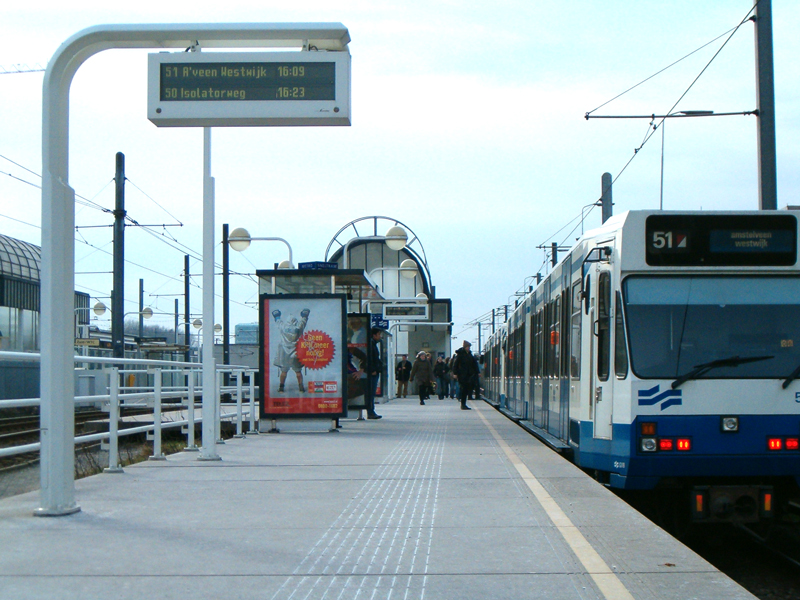
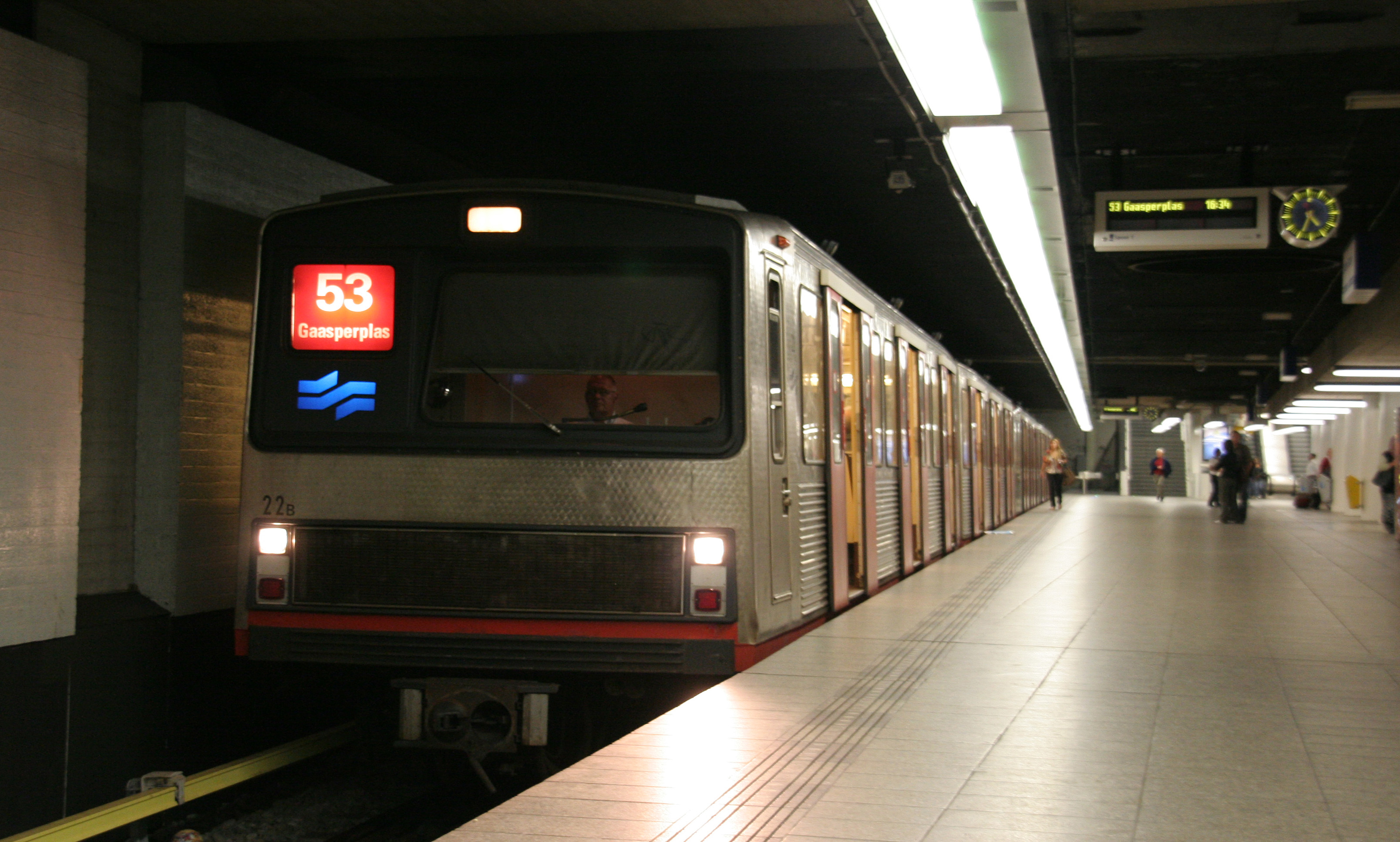
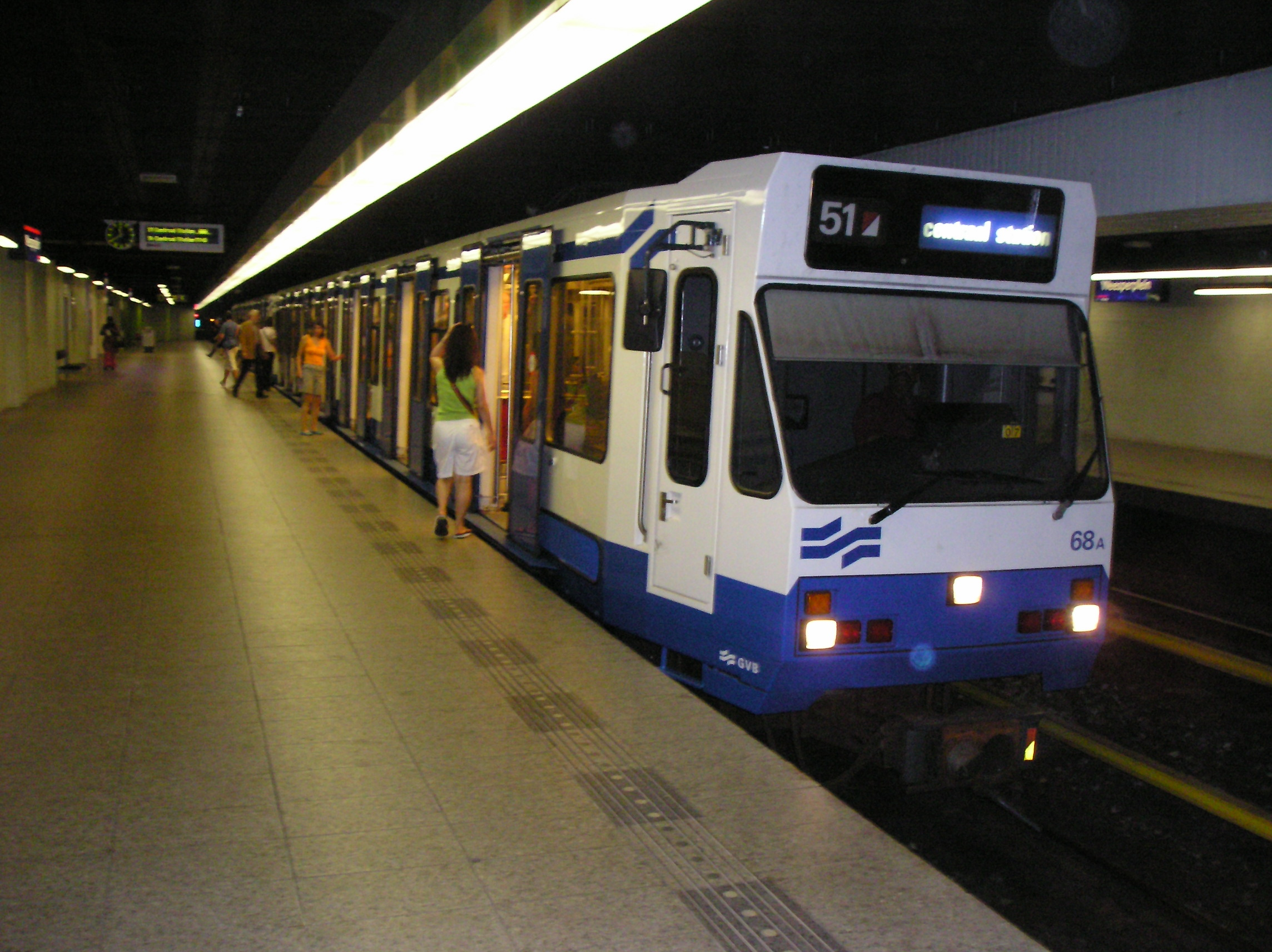
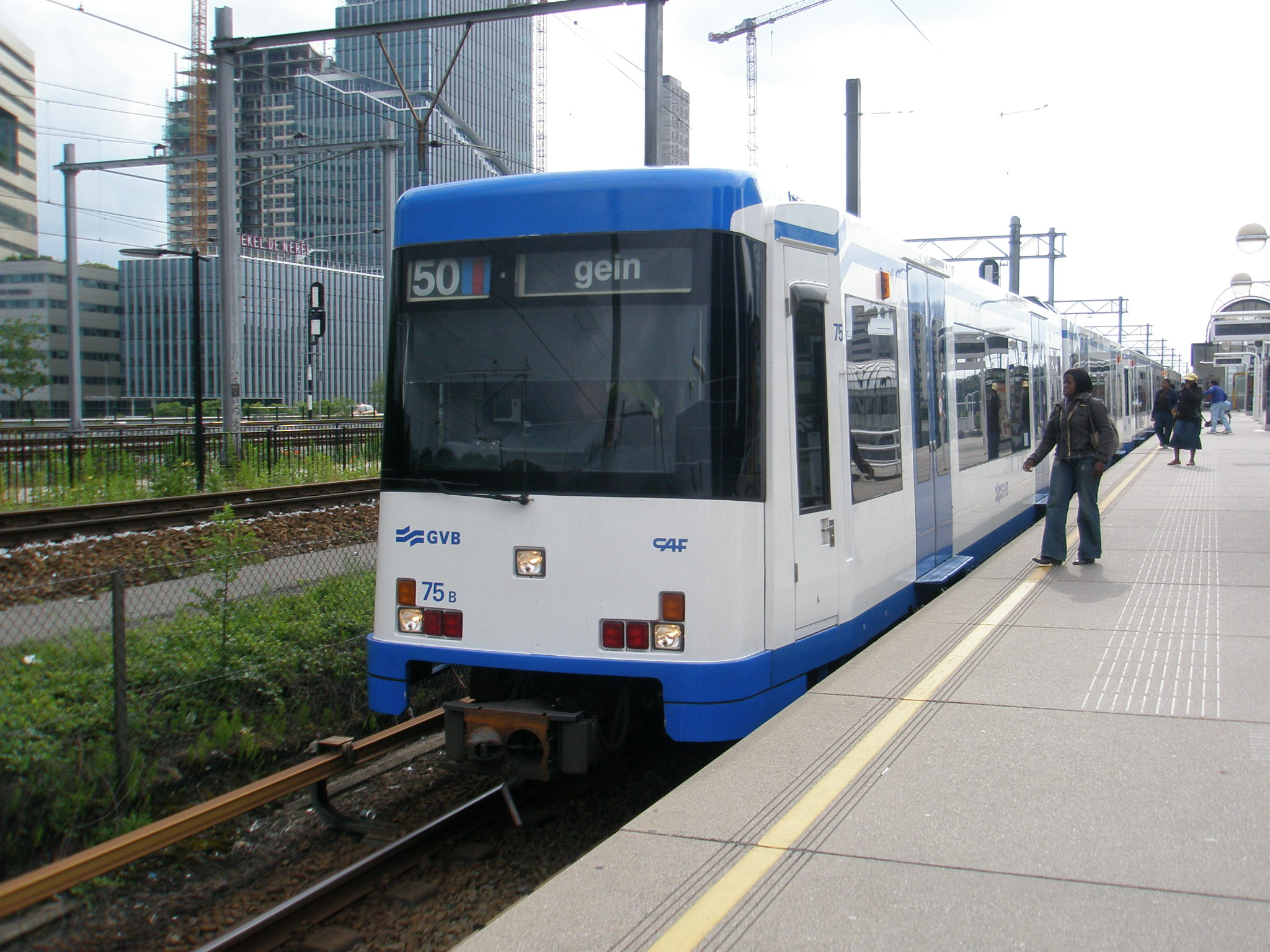
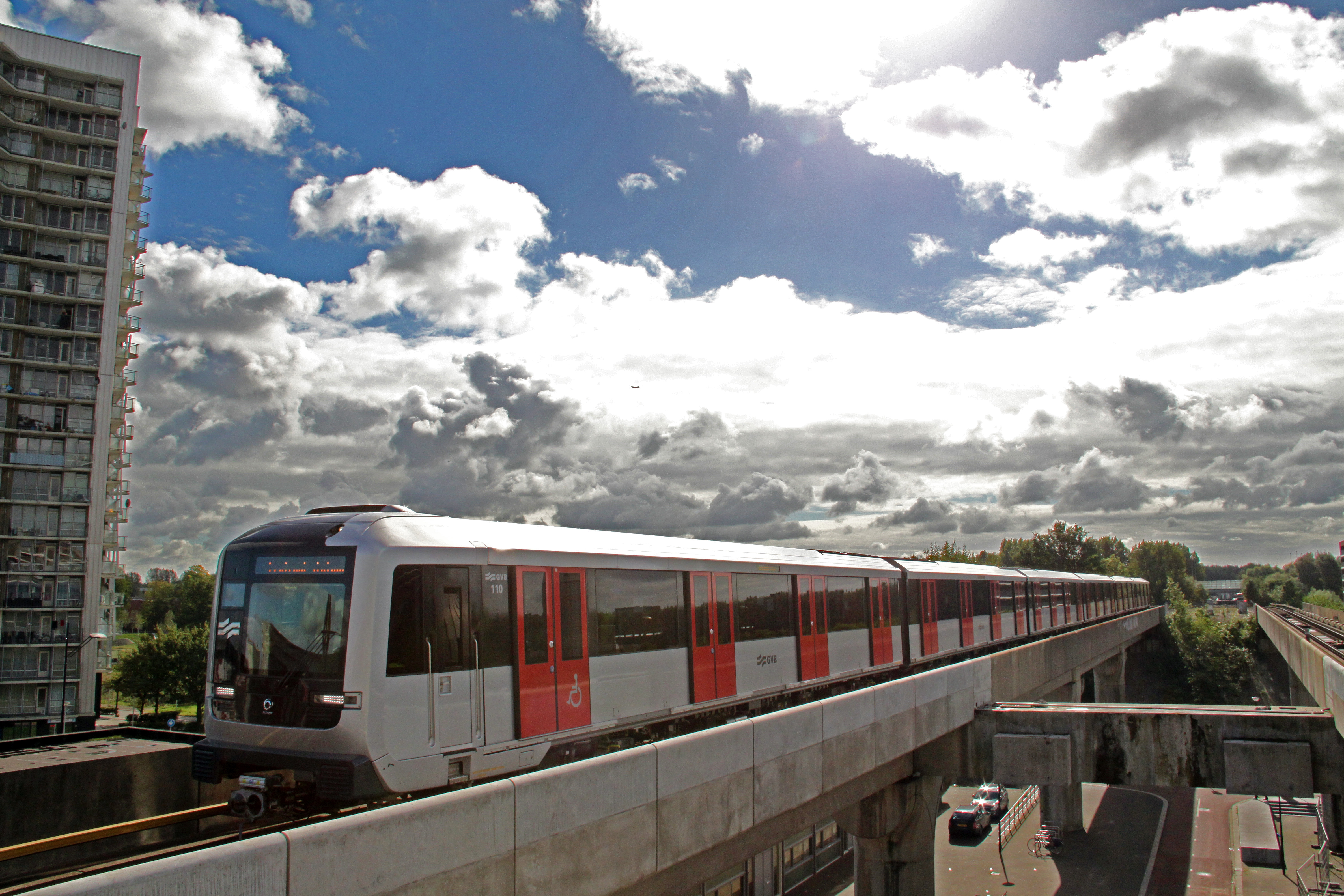
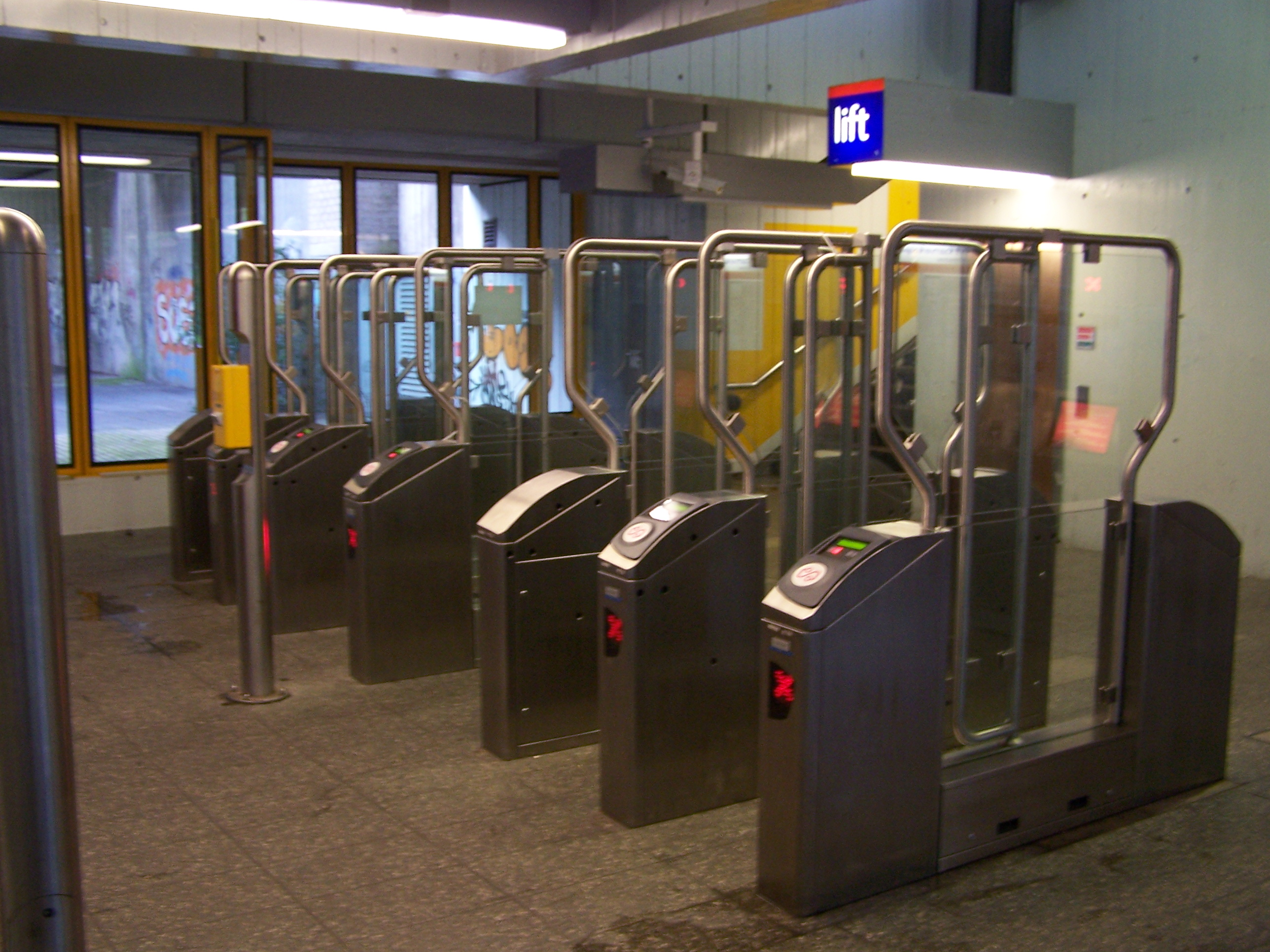